# ドリュー・アンダーソン (投手)
アンドリュー・ジェームズ・アンダーソン（Andrew James Anderson、1994年3月22日 - ）は、アメリカ合衆国ネバダ州リノ出身のプロ野球選手（投手）。KBOのSSGランダース所属。右投右打。

## 経歴

### プロ入りとフィリーズ時代

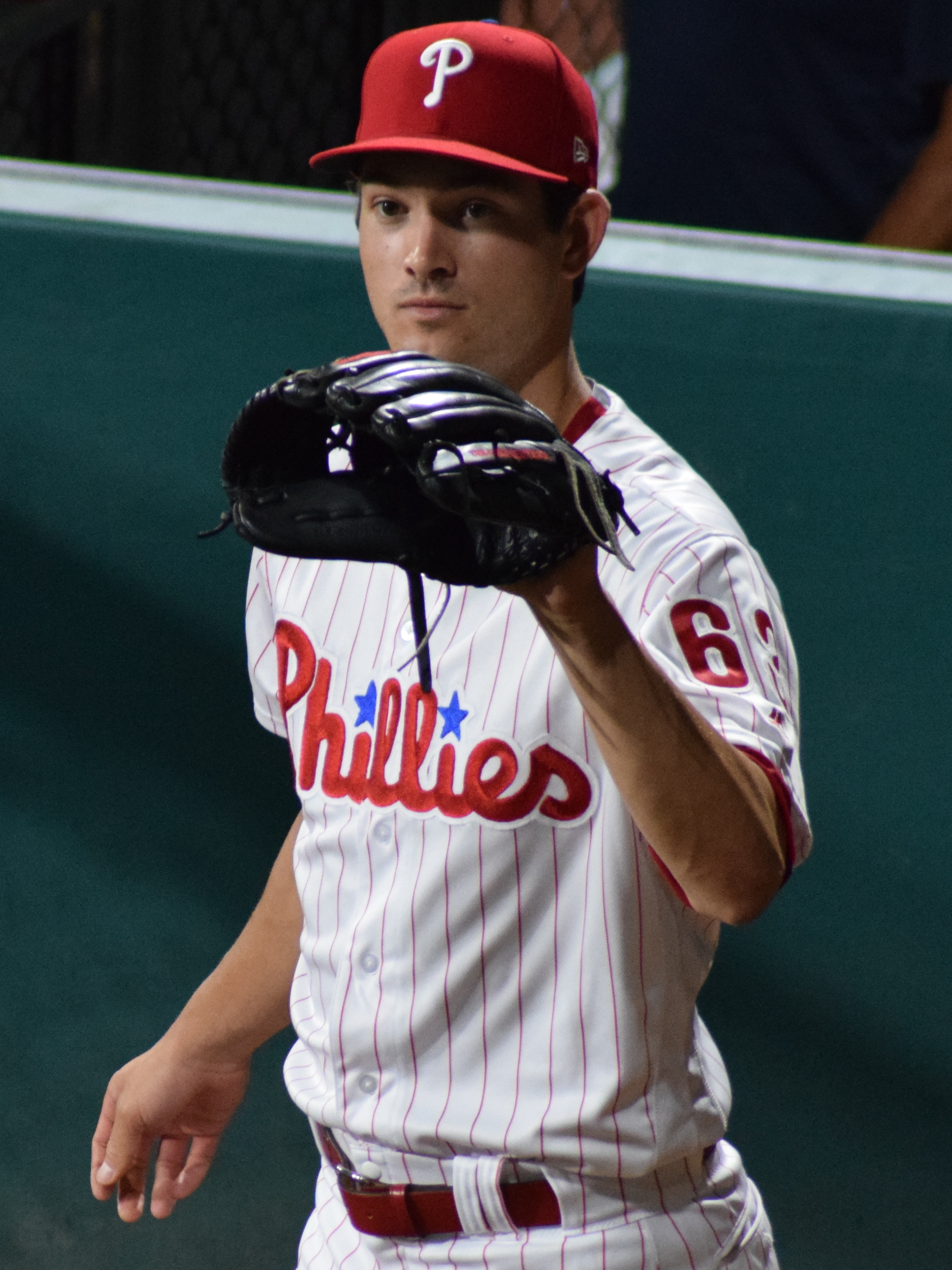
フィラデルフィア・フィリーズ時代
(2018年7月24日)

2012年のMLBドラフト21巡目（全体668位）でフィラデルフィア・フィリーズから指名され、プロ入り。契約後、傘下のルーキー級ガルフ・コーストリーグ・フィリーズでプロデビュー。8試合（先発2試合）に登板して1勝1敗、防御率4.76、10奪三振を記録した。
2013年はA-級ウィリアムズポート・クロスカッターズでプレーし、15試合に先発登板して6勝3敗、防御率2.00、54奪三振を記録した。
2014年はルーキー級ガルフ・コーストリーグ・フィリーズとA級レイクウッド・ブルークロウズでプレーし、2球団合計で11試合（先発10試合）に登板して5勝5敗、防御率3.62、52奪三振を記録した。
2015年はトミー・ジョン手術を受けた影響もあり、全休した。
2016年はA級レイクウッドとA+級クリアウォーター・スレッシャーズでプレーし、2球団合計で15試合に先発登板して3勝4敗、防御率2.70、78奪三振を記録した。オフの11月18日にルール・ファイブ・ドラフトでの流出を防ぐために40人枠入りした。
2017年は開幕をAA級レディング・ファイティン・フィルズで迎えた。8月1日にメジャー初昇格を果たした。同日のロサンゼルス・エンゼルス戦でメジャーデビュー。この年メジャーでは2試合に登板した。
2019年9月1日にDFAとなり、翌2日に自由契約となった。

### ホワイトソックス時代
2019年11月12日にシカゴ・ホワイトソックスとマイナー契約を結び、2020年のスプリングトレーニングに招待選手として参加することになった。
2020年8月8日にメジャー契約を結んでアクティブ・ロースター入りした。8月9日にDFAとなり、11日にマイナー契約となった。その後、9月3日に自由契約となった。

### レンジャーズ時代
2021年1月5日にテキサス・レンジャーズとマイナー契約を結び、スプリングトレーニングに招待選手として参加することになった。7月30日にメジャー昇格し、 9試合登板（1先発）して1勝1敗、防御率3.27の成績を残した。10月29日に自由契約となり、同31日には日本球界入りを目指していることが伝えられた。

### 広島時代
2021年11月4日に広島東洋カープとの契約が合意に達したと発表された。
2022年5月5日の読売ジャイアンツ戦で来日初登板し、7回まで1被安打7奪三振無失点に抑え、来日初勝利を飾った。7月7日に3勝目を挙げて以降は勝ち星がなく、また8月にはコンディション不良や新型コロナウイルスに感染するなど、最終的に13試合の登板で3勝4敗という成績に終わったが、シーズン終了後の11月15日に翌年の契約を締結したことが発表された。
2023年は開幕から先発ローテ入りして防御率2点台と好調であったが、6月4日のソフトバンク戦で右ひざの違和感を訴え、5回まで無安打無失点のまま降板した。6月7日に右ひざ痛を理由に出場選手登録を抹消された。8月21日に一軍復帰後は中継ぎとして一定の結果を残したが、シーズン終了後の11月30日に退団が発表された。

### タイガース傘下時代
2024年1月24日にデトロイト・タイガースとマイナー契約を結んだ。

### SSG時代
2024年4月27日、韓国プロ野球のSSGランダースと契約した。

## 投球スタイル
| 球種           | 割合 | 平均球速 | 平均球速 | 最高球速 | 最高球速 |
| 球種           | %    | mph      | km/h     | mph      | km/h     |
| フォーシーム   | 48   | 92.6     | 149      | 95.4     | 153.5    |
| スライダー     | 20.2 | 83.8     | 134.9    | 87.1     | 140.2    |
| カーブ         | 15.9 | 77.1     | 124.1    | 80.8     | 130      |
| チェンジアップ | 15.9 | 86.8     | 139.7    | 90.5     | 145.6    |

平均149km/hのフォーシームが投球の約半分を占め、その他にスライダーやカーブ、チェンジアップをバランスよく投げる。速球の最速は、2021年に計測した95.4mph（約153.5km/h）。

## 詳細情報

### 年度別投手成績
| 年 度    | 球 団    | 登 板 | 先 発 | 完 投 | 完 封 | 無 四 球 | 勝 利 | 敗 戦 | セ 丨 ブ | ホ 丨 ル ド | 勝 率 | 打 者 | 投 球 回 | 被 安 打 | 被 本 塁 打 | 与 四 球 | 敬 遠 | 与 死 球 | 奪 三 振 | 暴 投 | ボ 丨 ク | 失 点 | 自 責 点 | 防 御 率 | W H I P |
| -------- | -------- | ----- | ----- | ----- | ----- | -------- | ----- | ----- | -------- | ----------- | ----- | ----- | -------- | -------- | ----------- | -------- | ----- | -------- | -------- | ----- | -------- | ----- | -------- | -------- | ------- |
| 2017     | PHI      | 2     | 0     | 0     | 0     | 0        | 0     | 0     | 0        | 0           | ----  | 14    | 2.1      | 6        | 0           | 1        | 0     | 0        | 6        | 0     | 0        | 7     | 6        | 23.14    | 3.00    |
| 2018     | PHI      | 5     | 1     | 0     | 0     | 0        | 0     | 1     | 0        | 0           | .000  | 59    | 12.2     | 17       | 0           | 2        | 0     | 2        | 11       | 0     | 0        | 7     | 7        | 4.97     | 1.50    |
| 2019     | PHI      | 2     | 0     | 0     | 0     | 0        | 0     | 0     | 0        | 0           | ----  | 30    | 6.0      | 6        | 1           | 6        | 2     | 0        | 6        | 0     | 0        | 5     | 5        | 7.50     | 2.00    |
| 2020     | CWS      | 1     | 0     | 0     | 0     | 0        | 0     | 1     | 0        | 0           | .000  | 10    | 1.1      | 4        | 2           | 2        | 0     | 0        | 2        | 1     | 0        | 6     | 6        | 40.50    | 4.50    |
| 2021     | TEX      | 9     | 1     | 0     | 0     | 0        | 1     | 1     | 0        | 0           | .500  | 91    | 22.0     | 20       | 1           | 6        | 0     | 1        | 9        | 1     | 0        | 8     | 8        | 3.27     | 1.18    |
| 2022     | 広島     | 13    | 13    | 0     | 0     | 0        | 3     | 4     | 0        | 0           | .429  | 293   | 70.0     | 61       | 9           | 23       | 0     | 3        | 59       | 0     | 0        | 32    | 28       | 3.60     | 1.20    |
| 2023     | 広島     | 21    | 6     | 0     | 0     | 0        | 4     | 1     | 0        | 2           | .800  | 181   | 45.0     | 30       | 2           | 17       | 0     | 2        | 39       | 1     | 0        | 12    | 11       | 2.20     | 1.04    |
| MLB：5年 | MLB：5年 | 19    | 2     | 0     | 0     | 0        | 1     | 3     | 0        | 0           | .250  | 204   | 44.1     | 53       | 4           | 17       | 2     | 3        | 30       | 2     | 0        | 33    | 32       | 6.50     | 1.58    |
| NPB：2年 | NPB：2年 | 34    | 19    | 0     | 0     | 0        | 7     | 5     | 0        | 2           | .583  | 474   | 115.0    | 91       | 11          | 40       | 0     | 5        | 98       | 1     | 0        | 44    | 39       | 3.05     | 1.14    |

- 2023年度シーズン終了時

### 年度別守備成績
| 年 度 | 球 団 | 投手  | 投手  | 投手  | 投手  | 投手  | 投手     |
| 年 度 | 球 団 | 試 合 | 刺 殺 | 補 殺 | 失 策 | 併 殺 | 守 備 率 |
| ----- | ----- | ----- | ----- | ----- | ----- | ----- | -------- |
| 2017  | PHI   | 2     | 0     | 0     | 0     | 0     | ---      |
| 2018  | PHI   | 5     | 1     | 1     | 1     | 0     | .667     |
| 2019  | PHI   | 2     | 0     | 1     | 0     | 0     | 1.000    |
| 2020  | CWS   | 1     | 0     | 0     | 0     | 0     | ----     |
| 2021  | TEX   | 9     | 1     | 3     | 0     | 1     | 1.000    |
| 2022  | 広島  | 13    | 6     | 4     | 0     | 0     | 1.000    |
| 2023  | 広島  | 21    | 1     | 7     | 0     | 0     | 1.000    |
| MLB   | MLB   | 19    | 2     | 5     | 1     | 1     | .875     |
| NPB   | NPB   | 34    | 7     | 11    | 0     | 0     | 1.000    |

- 2023年度シーズン終了時

### 記録

#### NPB
初記録
投手記録
- 初登板・初先発登板・初勝利・初先発勝利：2022年5月5日、対読売ジャイアンツ9回戦（MAZDA Zoom-Zoom スタジアム広島）、7回無失点
- 初奪三振：同上、1回表に香月一也から見逃し三振

打撃記録
- 初打席：2022年5月5日、対読売ジャイアンツ9回戦（MAZDA Zoom-Zoom スタジアム広島）、3回裏にC.C.メルセデスから捕ゴロ
- 初安打：2022年7月7日、対阪神タイガース13回戦（阪神甲子園球場）、5回表に桐敷拓馬から右前安打

### 背番号
- 63（2017年 - 2019年）
- 53（2020年）
- 58（2021年）
- 42（2022年 - 2023年）
- 33（2024年 - ）